# Żulin (województwo lubelskie)
Żulin – wieś w Polsce położona w województwie lubelskim, w powiecie krasnostawskim, w gminie Łopiennik Górny.
| SIMC    | Nazwa         | Rodzaj    |
| ------- | ------------- | --------- |
| 0105408 | Żulin-Kolonia | część wsi |

W latach 1975–1998 miejscowość należała administracyjnie do województwa chełmskiego.
Wieś stanowi sołectwo gminy Łopiennik Górny. Według Narodowego Spisu Powszechnego (III 2011 r.) wieś liczyła 354 mieszkańców.
Wierni Kościoła rzymskokatolickiego należą do parafii Najświętszej Maryi Panny Królowej Polski w Żulinie.

## Geografia
Żulin położony jest na południowo-zachodnim krańcu Polesia Wołyńskiego w Obniżeniu Dorohuckim. Od wschodu graniczy z Działami Grabowieckimi należącymi do Wyżyny Lubelskiej.
Przez południową część miejscowości przepływa niewielka rzeka Rejka – prawy dopływ Wieprza. Ze względu na przeprowadzone regulacje, niewielki przepływ oraz stosunkowo dużą odległość od gospodarstw, nie stanowi zagrożenia hydrologicznego. We wschodniej części, u podnóży wzniesień Działów Grabowieckich, znajdują się tereny podmokłe, które są źródłem niewielkiego cieku, lewego dopływu Rejki, o długości 3,6 km, powierzchni zlewni 10,78 km2 i średnim przepływie ok. 50l/s. Rzeka zasila w wodę kompleks kilku stawów rybnych leżących u jej ujścia.

## Historia
Pierwsza historyczna wzmianka o tej miejscowości pochodzi z 1409 r., kiedy właścicielem wsi był Pieczo. Za wierną służbę Władysław Warneńczyk nadał Żulin bojarowi litewskiemu Janowi Niemirowiczowi, jak wspominają dokumenty z 1443 roku. Następnie ziemia ta stanowiła majątek rodzinny rodu Żulińskich, a w późniejszych latach należały kolejno do Łubieńskich, Krasińskich, oraz Budnych. W styczniu 1913 Ludwika z Krasińskich Czartoryska sprzedała za milion rubli dobra Żulin Nikodemowi Budnemu z Jastkowa. Ostatni właściciel wsi, Jan Budny, utracił majątek w 1940 r.
Podczas II wojny światowej, w czerwcu 1944 r. odbyło się masowe aresztowanie mieszkańców wsi, stanowiące odwet za działalność partyzancką na tym terenie. Zginęło wtedy 156 mężczyzn, którzy zostali rozstrzelani w Kumowej Dolinie, niedaleko Chełma. Obok budynku Szkoły Podstawowej w Żulinie znajduje się pomnik, wystawiony przez okolicznych mieszkańców dla upamiętnienia ofiar.

## Religia

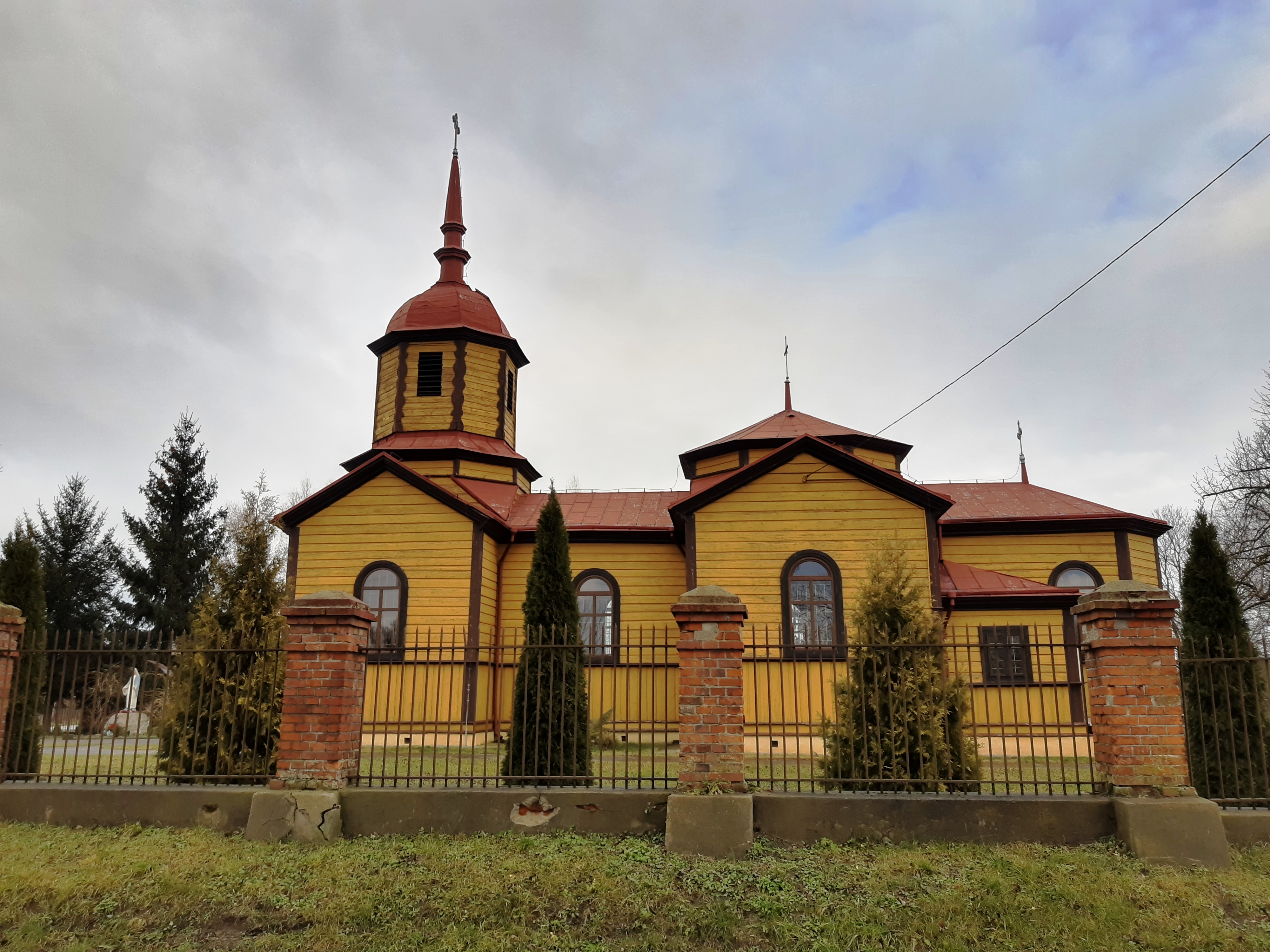
Kościół (dawna cerkiew)

Miejscowość w przeszłości i obecnie jest siedzibą następujących parafii:
| Okres           | Wyznanie                 | Nazwa parafii                                                 |
| --------------- | ------------------------ | ------------------------------------------------------------- |
| 1596 - 1875     | Parafia unicka           | Parafia pw. Najświętszej Marii Panny i św. Onufrego w Żulinie |
| 1875 - ok. 1947 | Parafia prawosławna      |                                                               |
| 1947 - obecnie  | Parafia rzymskokatolicka | Parafia Najświętszej Maryi Panny Królowej Polski w Żulinie    |

## Transport

### Drogowy
Żulin leży przy drodze powiatowej 3122L, na trasie Łopiennik Górny – Żulin – Rejowiec. W miejscowości znajduje się kilka przystanków autobusowych.

### Kolejowy
Linia kolejowa nr 69 (Rejowiec Fabryczny – Rawa Ruska – Lwów) jest linią jednotorową, niezelektryfikowaną, o maksymalnej prędkości 70–120 km/h. W Żulinie znajduje się stacja kolejowa, obecnie rzadko używana ze względów praktycznych. W 2012 r. uruchomiono nowy przystanek, Zagrody Kościół, znajdujący się bliżej centrum miejscowości. Linia jest obsługiwana przez autobusy szynowe należące do województwa lubelskiego, relacji Lublin – Zamość i Rejowiec – Zamość (oraz Lublin – Jarosław w okresie letnim), w liczbie sześciu dziennie w każdym kierunku.

## Budynki
W miejscowości znajduje się Niepubliczna Szkoła Podstawowa, utrzymywana przez Stowarzyszenie Rozwoju Wsi Wola Żulińska, Żulin, Zagrody i Czechów Kąt.
W miejscowości mieściły się:
- Papiernia
- Smolarnia
- Krochmalnia
- Fabryka drożdży
- 3 młyny wodne
- Gorzelnia

## Miejsca warte odwiedzenia
W Żulinie znajduje się kilka ciekawych obiektów:
- gródek średniowieczny o wymiarach 35m x 35m, wzniesiony na wzgórzu o wys. 240 m n.p.m., w południowo-wschodniej części wsi;
- kopiec, położony w dawnym parku dworskim, mierzący ok. 2,5 m wysokości i 12 m średnicy;
- drewniany Kościół pw. Najświętszej Maryi Panny Królowej Polski w Żulinie, wzniesiony w latach 1906-1909 jako cerkiew prawosławna - obecnie administracyjnie przypisany do miejscowości Zagrody (powiat chełmski) - siedziba Parafii pw. Matki Bożej Królowej Polski w Żulinie
- cmentarz parafialny z kilkoma zabytkowymi nagrobkami z XIX w.;
- zabytkowy młyn wodny z XIX w.;
- stawy żulińskie - kompleks kilku stawów malowniczo rozmieszczonych na terenie wsi.

## Szlaki turystyczne
- Szlak Stawów Kańskich